# Frank Reynolds (hokej na travi)
Frank Owen Reynolds (21. kolovoza 1917. – Monmouth, Wales, ožujak 2001.) je bivši britanski hokejaš na travi.
Osvojio je srebrno odličje igrajući za Uj. Kraljevstvo na hokejaškom turniru na Olimpijskim igrama 1948. u Londonu. Odigrao je svih 5 susreta na mjestu veznog igrača.

## Vanjske poveznice
- Profil na DatabaseOlympics